# Capela das Caldas de Monchique
A Capela das Caldas de Monchique, também conhecida como Ermida das Caldas de Monchique ou Capela de Santa Teresa, é um edifício religioso católico, localizado na estância termal das Caldas de Monchique, no distrito de Faro, região do Algarve, em Portugal.

## História e descrição
Este edifício foi construído em 1940, por iniciativa da organização exploradora da estância termal das Caldas de Monchique, tendo o projecto sido elaborado pelo arquitecto Carlos Rebello de Andrade, e a obra tido a presença do mestre João Moura. Este não foi o primeiro edifício religioso nas caldas, já que no século XVIII foi construída uma capela, como parte de um grande programa da Diocese do Algarve para a expansão do complexo termal. Também existiu anteriormente uma igreja, que foi referida num artigo do jornal Gazeta do Algarve de 25 de Julho de 1877 sobre as Caldas de Monchique, durante o mandato de Quirino Tadeu de Almeida como director do estabelecimento: «Sabbado foi ás Caldas por ordem superior o sr. prior de Monchique, afim de verificar, se a igreja onde os banhistas ouvem missa estava profanada e no caso affirmativo benzel-a de novo. Consta-nos que não se reconheceu a profanação e no domingo deveria ali celebrar-se missa. O sr. director teve a desgraçada ideia de dar na igreja alojamento a uma familia. Fez mal porque a igreja não podia nem devia ter similhante [sic] applicação. E' de suppôr que não se repita este facto lamentavel, que naturalmente escandalisa quantos não são herejes.»

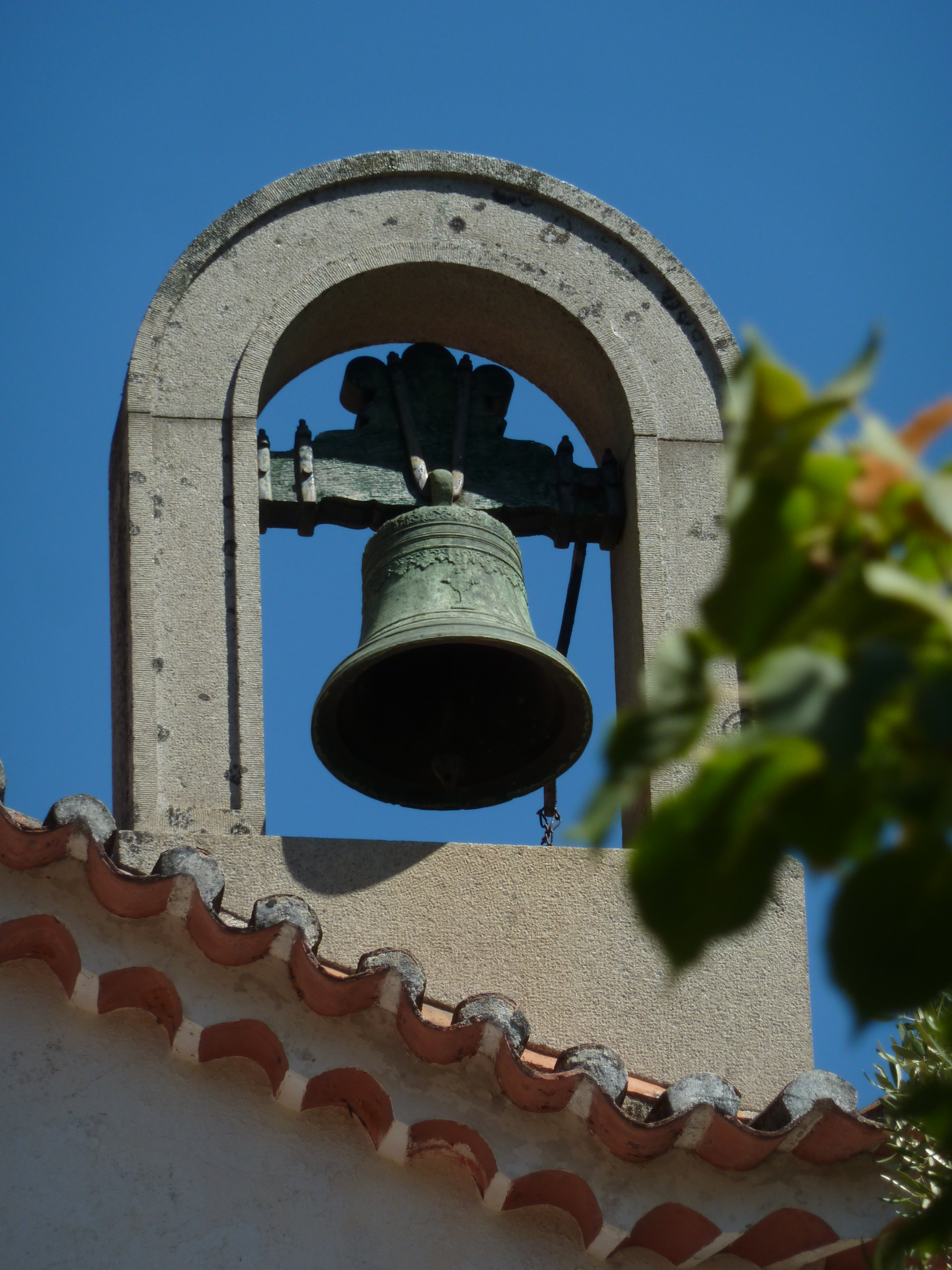
Pormenor da torre sineira

A capela foi concebida de forma a se integrar no ambiente envolvente, junto ao complexo termal, tendo sido construída principalmente em sienito da região. É composta por uma só nave, com uma sacristia à direita e uma capela à cabeceira. Na fachada principal, possui um óculo, um portal com moldura de cantaria, e um alpendre apoiado sobre pilares e duas colunas. No interior, podem ser encontrados vários painéis de azulejos do século XVIII, representando a vida de Santa Teresa de Jesus (ou de Ávila), reformadora da Ordem das Carmelitas. Outro elemento destacado são as chamadas pombinhas, decorações nos cantos dos telhados, muito comuns entre as casas tradicionais portuguesas, e que na capela das Caldas de Monchique apresentam um desenho original, com o espigão central ladeado por dois enrolamentos em barro. Este modelo poderá ter sido inspirado num utilizado na Casa Roque Gameiro, na Amadora, construída em 1898, da autoria de Raul Lino. Num artigo publicado em 1929 no jornal Notícias do Sul, o escritor José António Gascon descreveu o edifício como uma «pequena capela», situada «entre a fonte de S. João e o banho de Santa Tereza».
A capela é consagrada a Santa Teresa e a São João de Deus.